# Krajková
Krajková (németül: Gossengrün) község Csehországban a Karlovy Vary-i kerület Sokolovi járásában. Közigazgatásilag hozzá tartozik Anenská Ves (Annadorf), Bernov (Bernau), Dolina (Loch), Hrádek (Pürgles), Květná (Plumberg), Libnov (Liebenau), Nová Hospoda és Markvarec (Marklesgrün) települések.

## Története
Német telepesek alapították. Írott források elsőként Gossengrun néven említik 1350-ben. További névváltozatai a középkorban: 1357-ben Gossingrin, 1364-ben Kossengruen, 1384-ben Goczengruen.
1931-ben 253 lakóháza és 1498 döntő többségben német lakosa volt. Lakosságának nemzetiségi összetétele 1931-ben: 1489 német, 6 cseh, 3 egyéb. A második világháború után német nemzetiségű lakosságát a csehszlovák hatóságok a Beneš-dekrétumok alapján Németországba toloncolták.

## Nevezetességek
- Szent Péter és Pál tiszteletére szentelt római katolikus temploma
- Szűz Mária szobor
- Nepomuki Szent János tiszteletére szentelt kápolna

## Népesség
A település népessége az elmúlt években az alábbi módon változott:
| Lakosok száma | 3558 | 2935 | 3098 | 1381 | 866  | 832  | 923  | 962  | 915  | 924  |
|               | 1869 | 1890 | 1921 | 1950 | 1980 | 2001 | 2017 | 2019 | 2022 | 2024 |

## Jegyzetek

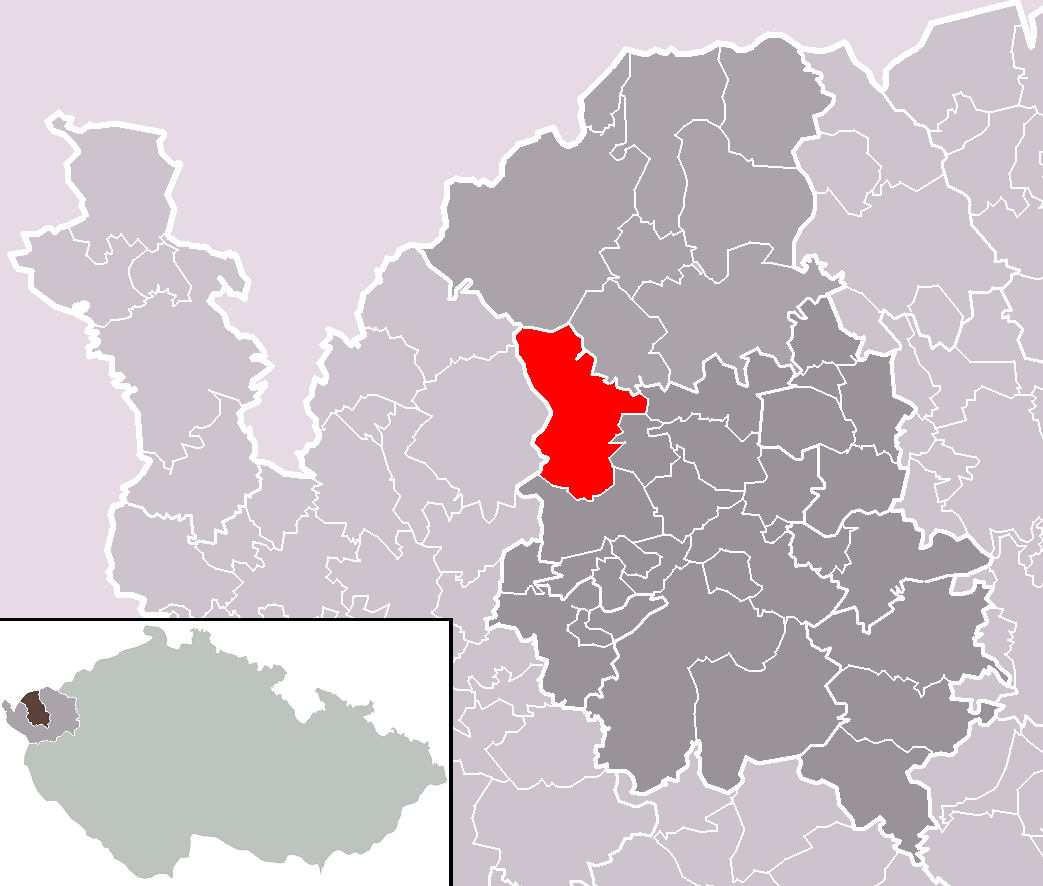
A község közigazgatási területe